# Гетто в Горах (Горецкий район)
Гетто в Го́рах (Горецкий район) (лето 1941 — 17 октября 1941) — еврейское гетто, место принудительного переселения евреев деревни Горы Горецкого района Могилёвской области и близлежащих населённых пунктов в процессе преследования и уничтожения евреев во время оккупации территории Белоруссии войсками нацистской Германии в период Второй мировой войны.

## Оккупация деревни и создание гетто
Деревня Горы была захвачена германскими войсками в середине июля 1941 года, оккупация продлилась до 29 сентября 1943 года. В деревне разместился немецкий комиссар и отделение созданной оккупационными властями полиции из белорусских коллаборантов.
Германские оккупационные власти, реализуя нацистскую программу уничтожения евреев, организовали в деревне гетто. Оно занимало нижнюю часть деревни и его центр.
Евреям было приказано нашить на верхнюю одежду жёлтую звезду, также им запрещалось покидать гетто, хотя оно не было ограждено.
Узников гетто использовали на принудительных работах, в том числе на сельхозработах.

## Уничтожение гетто
В начале октября 1941 года оккупанты заставили мужчин-белорусов выкопать большую яму на территории льнозавода. Затем туда пригнали более 300 евреев, приказали им раздеться и лечь в яму, а затем их расстреляли. Некоторых закопали живыми. После этой «акции» (таким эвфемизмом нацисты называли организованные ими массовые убийства) белорусские полицейские-коллаборанты увезли одежду убитых.
Сохранилось свидетельство о сопротивлении. Когда кузнеца Абрама Альтшуллера вместе с детьми привели на расстрел, он ударил молотком по голове одного из полицейских. За это всю его семью закопали живыми.
По заключению ЧГК, в местечке Горы Могилёвской области БССР были расстреляны более 200 евреев.

## Случаи спасения
Спастись удалось Лане Шифриной и её сыну Герману (двоюродный брат актёра Ефима Шифрина), которые в начале войны приехали в Горы в гости к своему дяде. Когда немцы пришли в их дом, Лане удалось убедить немцев, что она русская. Местные полицейские её не знали, и их отпустили.

## Память
На месте расстрела евреев в 1980 году был установлен памятник.
Имена жертв геноцида евреев в деревне Горы были выбиты на памятных досках у памятника «Скорбящая мать» в Горках.
Был опубликован неполный список расстрелянных евреев деревни.